# SBB RABDe 500
Der RABDe 500 (auch ICN für InterCity-Neigezug) ist ein elektrischer Triebzug mit aktiver gleisbogengesteuerter Neigetechnik der Schweizerischen Bundesbahnen (SBB). Seine Typenbezeichnung verweist darauf, dass er Abteile der ersten und zweiten Wagenklasse sowie ein Gepäckabteil aufweist. Er fährt nach der Zugreihe N.

## Geschichte
Nach dem ursprünglich 1987 beschlossenen Konzept Bahn 2000 sollten die nötigen Reisezeitverkürzungen nur durch Infrastrukturmassnahmen ermöglicht werden. 1992 zeigte sich, dass die Kosten für Neubaustrecken unterschätzt wurden. Im Juli 1993 wurde eine überarbeitete Version des Konzepts vorgestellt. Neue Strecken sollten dort gebaut werden, wo eine Erhöhung der Kapazität zwingend war oder wo Tunnelprofile den Anforderungen nicht mehr genügten. Am Jurasüdfuss sowie zwischen Winterthur und St. Gallen mussten die nötigen Fahrzeitverkürzungen durch den Einsatz von Neigezügen erreicht werden.
Statt der vorgesehenen mit Lokomotiven bespannten Züge mit Re-460-Lokomotiven und neu zu beschaffendem einstöckigen Wagenmaterial wurden nun Neigezüge und aus Kapazitätsgründen Doppelstockwagen benötigt. Für den Bau der Neigezüge wurden erstmals nicht genaue technische Anforderungen vorausgesetzt, vielmehr musste sich nun der Hersteller an bestimmte Normen halten. Auch wurde nicht mehr eine bestimmte Anzahl Fahrmotoren einer bestimmten Bauart verlangt, dem Hersteller wurde nun vorgegeben, welche Streckenprofile zu berücksichtigen sind. Auch bei der Zugsicherung und beim Zugfunk wurden den Herstellern Vorgaben gemacht. Somit wurde das Pflichtenheft umfangreicher. 1995 stellten die SBB ein Ausschreibungsverfahren aus, das mit einem grossen Medienecho erfolglos abgebrochen werden musste. In einem zweiten Ausschreibungsverfahren konnten fünf Firmen bessere Angebote bringen, so dass die SBB am 2. Juli 1996 für das Konzept Bahn & Bus 2000 in der ersten Serie 24 siebenteilige Intercity-Neigezüge mit der Bezeichnung RABDe 500 bei Adtranz, FIAT-SIG und SWG für 497 Millionen Franken bestellen konnten. Die Auslieferung begann 1999. Damals war der Prototyp noch im Besitz der Hersteller und wurde für Versuchs- und Instruktionsfahrten eingesetzt.
Im Zuge der im Juni 2000 gegründeten TEE Rail Alliance hatten die SBB zugesagt, die Züge für Kupplung und Mehrfachtraktionsbetrieb mit den ICE T und ICE TD umzurüsten. Diese Zusage wurde später zurückgezogen. Im Juni 2001 bestellten die SBB 10 weitere Züge und vereinbarten mit dem neuen Herstellerkonsortium aus Bombardier und Alstom eine Option über zusätzliche 10 Züge, welche im Dezember 2001 gezogen wurde. Das Auftragsvolumen belief sich auf ca. 220 (ohne Option) bzw. etwa 420 Millionen Franken (mit Option). Heute existieren 44 Zuggarnituren dieser Baureihe.
Gegenüber herkömmlichem Rollmaterial liegt der Vorteil der Neigezüge in der Fahrzeitreduktion auf kurvigen Strecken. Zwischen Winterthur und Lenzburg fahren die RABDe 500 aufgrund des dichten Verkehrs mit herkömmlicher Geschwindigkeit. Auf den anderen Routen fahren die Züge mit um ungefähr zehn bis zwanzig Prozent erhöhter Geschwindigkeit.
Ein Nachteil ist der im Vergleich zu Vorgängermodellen wie dem Einheitswagen IV schlechtere Fahrkomfort. Das Platzangebot ist vor allem für grosse Personen erheblich eingeschränkt, einerseits durch das durch die Neigetechnik prinzipbedingte kleinere Querschnittsprofil, andererseits durch eine deutliche Verdichtung der Sitzreihen. Damit einher geht eine Reduzierung des Stauraums für Gepäck. Ebenfalls schlechtere Leistungen sind bei der Laufruhe zu verzeichnen, die Wagen zeigen deutlich stärkere Schlingerbewegungen als die Vorgängergeneration, und die in der Höhe annähernd halbierten Fenster vermitteln nicht mehr den offenen, grosszügigen Ausblick wie zuvor.
Für die RABDe 500 wurde bis zum Fahrplan 2016/17 im Personenfernverkehr der SBB eigens die Produktkategorie bzw. Zuggattung ICN (für InterCity-Neigezug) geschaffen. Auf den Fahrplanwechsel 2017/18 ging sie im Sinne einer Vereinfachung in die Zuggattung InterCity auf. In elektronischen Fahrplänen wird aber mit dem Symbol TT (engl. Tilting train = Neigezug) auf die Neigetechnik hingewiesen (beispielsweise für Reisende, die eine Kinetoseanfälligkeit aufweisen). Vereinzelt kommen RABDe 500-Garnituren auch in InterRegio-Kursen zum Einsatz.

## Technisches

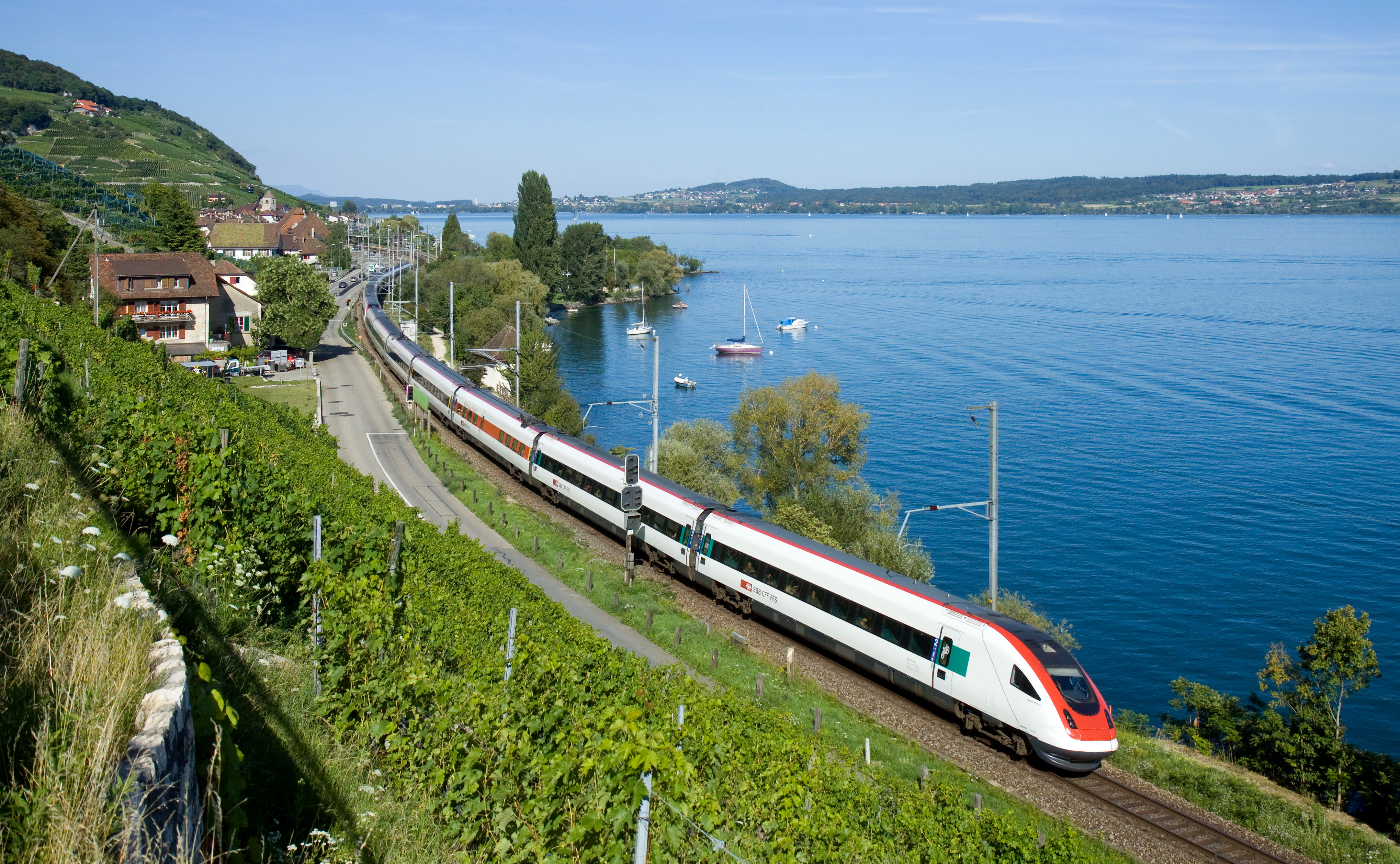
RABDe 500 am Bielersee bei Twann

Der Neigeantrieb erfolgt elektrisch. Das erste Drehgestell ist mit Kreisel und Beschleunigungssensoren ausgerüstet. Die Daten werden automatisch in einen optimalen Neigewinkel umgerechnet, der bis zu acht Grad betragen kann. Die Neigung wird auch an die Stromabnehmer übermittelt, die sich entgegengesetzt neigen müssen. Der Triebzug ist für eine Höchstgeschwindigkeit von 200 km/h zugelassen und ist damit für die Neubaustrecken im Rahmen des Projektes Bahn 2000 geeignet. Auch das Zugsicherungssystem ETCS Level 2, das für die Maximalgeschwindigkeit auf der Neubaustrecke benötigt wird, ist vorhanden: Während die 1. Serie nachgerüstet wurde, ist das System bei der 2. Serie ab Werk vorhanden.
Die siebenteiligen Triebzüge verfügen über automatische BSI-Kupplungen – welche bei Schnellzügen unüblich sind – und bilden als Doppelkomposition einen knapp 380 Meter langen Zug. Die meisten ICN werden auf diese Weise geführt. Im Bedarfsfall, meist für Unterhaltsarbeiten kann der Triebzug mittels halbautomatischer Kupplungen in zwei autonome Halbzüge getrennt werden – die Traktionsausrüstung eines Halbzugs bildet jeweils eine Einheit, während der A-Wagen (Erstklasswagen) in der Mitte des Zugs keine traktionsrelevanten Elemente enthält. An den Zugenden sind je zwei Wagen mit je zwei Drehstrom-Asynchronmotoren bestückt, die Wagen Nr. 2 und 6 nehmen zudem auch die GTO-Stromrichter des jeweiligen Halbzugs auf. Der „dritte“ Wagen (in einem Halbzug der AD-Wagen, im anderen Halbzug der WRA) enthält den Transformator des Halbzugs und ist unschwer am Stromabnehmer zu erkennen. Die Traktionsausrüstung entspricht – bis auf die wassergekühlten GTO-Stromrichter – weitgehend derjenigen der Lok 2000, auch wenn sie in diesem Fall über drei Wagen verteilt ist. Als Besonderheit ist der Stützbremsbetrieb zu erwähnen, welcher bei fehlender Primärspannung durch leichtes generatorisches Bremsen die Hilfsbetriebe und die Neigetechnik mit Leistung versorgt.
Pro Triebzug kommen fünf verschiedene Wagentypen zum Einsatz: Vier Zweitklasswagen, zwei davon als Triebsteuerwagen, ein Erstklasswagen, ein Halbspeisewagen mit Erstklassabteilen und ein Erstklasswagen mit einem Dienst- sowie einem Gepäckabteil. Vor dem generellen Rauchverbot waren jeweils ein Zweite- und ein Erste-Klasse-Wagen für Raucher freigegeben. Während in der Zweiten Klasse ausschliesslich Grossraumwagen vorhanden sind, gibt es in der Ersten Klasse auch Abteile – dies wurde nötig, da unter den Stromabnehmern die Deckenhöhe nicht ausreichend war. Der SBB-Tradition folgend sind die Sitze in den Grossraumwagen hauptsächlich in Vierergruppen angeordnet, daneben gibt es auch einige Reihen in Flugzeugbestuhlung. Insgesamt gibt es 125 Sitze in der ersten und deren 326 in der zweiten Klasse.
Ab 2012 wurden die 44 Intercity-Neigezüge im SBB-Instandhaltungswerk in Yverdon-les-Bains erneuert. Alle Züge erhielten ein frisch gestaltetes Interieur und wurden für das 3G-/4G-Mobilnetz fit gemacht. Die 25 Tage dauernde Revision umfasste auch technische Teile wie Drehgestelle, Fahrmotoren oder Türen sowie eine optische Aufwertung mit neu lackierten Wagenkasten und Einstiegstüren. Die Arbeiten sollten bis 2019 dauern und die Fahrzeuge fit machen für weitere 12 Jahre auf den Schienen. Bereits 2014 war bekannt, dass in den 2020er Jahren eine generelle Modernisierung der Fahrzeuge ansteht. 2019 wurden das Modernisierungsprojekt mit Lieferanten besprochen.
Vom Herbst 2015 bis Herbst 2016 wurden die ersten 18 Züge 500 000 – 500 017 so angepasst, dass sie durch den neuen Gotthard-Basistunnel verkehren können. Unter anderem wurde eine Brandmeldeanlage eingebaut. Diese Züge erkennt man am Kürzel "GBT" bei der UIC-Kennnummer.
Über die Mobile App SBB Freesurf können Kunden von Salt Mobile und Sunrise seit Ende Mai 2019 von einer kostenlosen Internetverbindung profitieren.
Im Februar 2020 teilte die SBB mit, dass ihre 44 ICN-Neigezüge der SBB zwischen 2021 und 2029 im SBB Werk Yverdon-les-Bains für weitere 20 Betriebsjahre fit gemacht werden. Erneut wird das Interieur und der Mobilfunkempfang verbessert.
Am 24. Oktober 2024 wurde der erste vollständig erneuerte ICN 500 004 den Medien im Werk Yverdon offiziell vorgestellt. Ab dem 1. Juli 2025 kam er in den Fahrgasteinsatz. Der zweite hauptrevidierte ICN 500 024 war ab dem 14. März 2025 im kommerziellen Einsatz, musste aber kurz darauf wieder zurück in die Werkstatt, da es Probleme mit einem Endwagen gab.

## Strecken

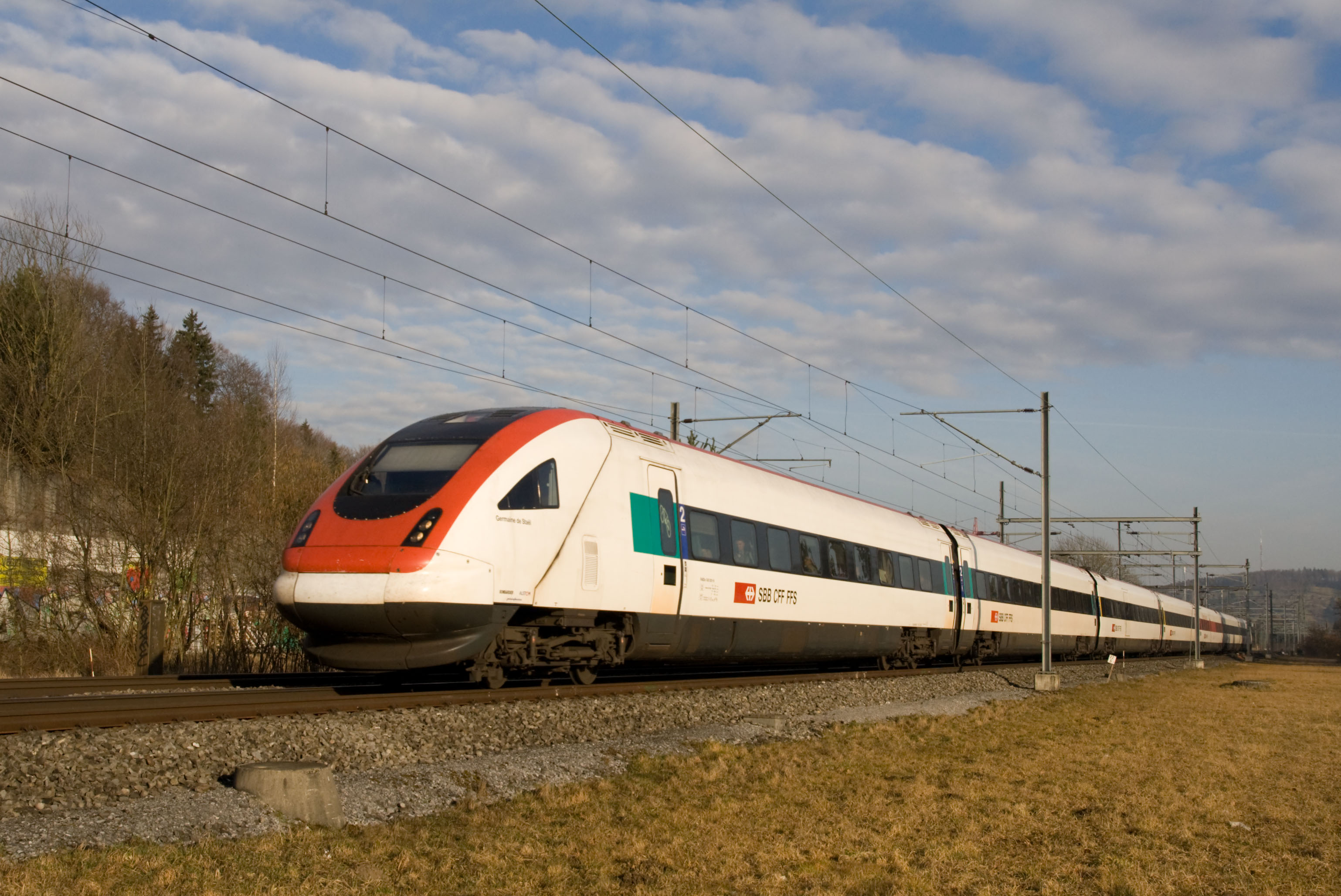
RABDe 500 zwischen Zürich und Winterthur

Die RABDe 500 verkehren 2021 auf folgenden Strecken:
- 5 Lausanne – Biel/Bienne – Zürich HB ( – St. Gallen/Rorschach)
- 51 Basel SBB – Delémont – Biel/Bienne
- 2 Zürich HB – Zug – Lugano  (nur teilweise)
- 3 Basel SBB – Zürich HB – Chur  (nur teilweise)
- 21 Basel SBB – Luzern – Lugano  (nur teilweise)
- 36 Basel SBB – Brugg AG – Zürich HB (– Zürich Flughafen)  (nur teilweise, mit unbedientem Speisewagen)

Sie werden bei Bedarf und in Randstunden aber auch auf anderen Strecken eingesetzt:
- 16 Bern – Olten – Brugg AG – Zürich HB
- 35 Bern – Burgdorf – Olten – Zürich HB – Chur

## Namensgebung der Triebzüge
Jeder Triebzug trägt einen eigenen Namen. Die Namenspatrone sind Schweizer Persönlichkeiten, die Gesellschaft, Kultur und Wissenschaft geprägt hatten (z. B. Matter und von Salis), oder es sind Persönlichkeiten, die sich im Bereich Verkehr einen Namen gemacht hatten (z. B. Riggenbach, Favre und von Stockalper). Viele von ihnen hatten auch eine Strahlkraft im Ausland (Le Corbusier, Piaget, Dunant). Ursprünglich waren von diesen Personen in den Grossraumabteilen oberhalb der Fenster Zitate angebracht. Von Martin Fivian, einem Berner Künstler, stammen die Porträts, die jeweils in Wagen 3, Business-Abteil 1 hängen. Tafeln mit Kurzporträts der Namengeber befinden sich bei den Einstiegsplattformen.

### 1. Serie
| Triebzug      | Name                                                           |
| ------------- | -------------------------------------------------------------- |
| RABDe 500 000 | Le Corbusier                                                   |
| RABDe 500 001 | Jean Piaget                                                    |
| RABDe 500 002 | Annemarie Schwarzenbach                                        |
| RABDe 500 003 | Germaine de Staël                                              |
| RABDe 500 004 | Mani Matter                                                    |
| RABDe 500 005 | Johann Heinrich Pestalozzi                                     |
| RABDe 500 006 | Johanna Spyri                                                  |
| RABDe 500 007 | Albert Einstein                                                |
| RABDe 500 008 | Vincenzo Vela                                                  |
| RABDe 500 009 | Friedrich Dürrenmatt                                           |
| RABDe 500 010 | Robert Walser                                                  |
| RABDe 500 011 | Blaise Cendrars                                                |
| RABDe 500 012 | Jean Rudolf von Salis                                          |
| RABDe 500 013 | Denis de Rougemont                                             |
| RABDe 500 014 | Max Frisch                                                     |
| RABDe 500 015 | Jean-Jacques Rousseau                                          |
| RABDe 500 016 | Alice Rivaz                                                    |
| RABDe 500 017 | Willi Ritschard                                                |
| RABDe 500 018 | Adolf Wölfli                                                   |
| RABDe 500 019 | Friedrich Glauser                                              |
| RABDe 500 020 | Jeanne Hersch                                                  |
| RABDe 500 021 | Jeremias Gotthelf                                              |
| RABDe 500 022 | Expo.02 Der Zug ist Carl Spitteler und Hermann Hesse gewidmet. |
| RABDe 500 023 | Charles Ferdinand Ramuz                                        |

### 2. Serie
| Triebzug      | Name                      |
| ------------- | ------------------------- |
| RABDe 500 024 | Ernest von Stockalper     |
| RABDe 500 025 | Xavier Stockmar           |
| RABDe 500 026 | Alfred Escher             |
| RABDe 500 027 | Henry Dunant              |
| RABDe 500 028 | Francesco Borromini       |
| RABDe 500 029 | Eduard Spelterini         |
| RABDe 500 030 | Louis Chevrolet           |
| RABDe 500 031 | Louis Favre               |
| RABDe 500 032 | Henri Dufaux              |
| RABDe 500 033 | Gallus Jakob Baumgartner  |
| RABDe 500 034 | Gustav Wenk               |
| RABDe 500 035 | Niklaus Riggenbach        |
| RABDe 500 036 | Minister Kern             |
| RABDe 500 037 | Grock                     |
| RABDe 500 038 | Arthur Honegger           |
| RABDe 500 039 | Auguste & Jacques Piccard |
| RABDe 500 040 | Graf Zeppelin             |
| RABDe 500 041 | William Barbey            |
| RABDe 500 042 | Steivan Brunies           |
| RABDe 500 043 | Harald Szeemann           |

## Besonderheiten

### Mitnahme von Fahrrädern
In jeder RABDe 500-Einheit können sechs Fahrräder transportiert werden, hierzu stehen in beiden Endwagen (zwischen der ersten Einstiegstür und dem Führerstand) jeweils drei Hängehaken zur Verfügung. Bei einer Doppeltraktion können somit insgesamt zwölf Velos je Zug transportiert werden. Damit haben die ICN-Züge jedoch im Gegensatz zu konventionellen SBB-Zuggarnituren eine vergleichsweise geringe Mitnahmekapazität für Fahrräder. Während der Expo.02 (15. Mai bis 20. Oktober 2002) galt ein totales Velomitnahmeverbot in ICN-Zügen. Um auch in den Folgejahren Kapazitätsengpässe zu vermeiden, führten die SBB zum 1. April 2003 eine generelle Reservierungspflicht für den Veloselbstverlad in ICN-Zügen ein.
Diese Regelung gilt jedoch nur in der Velosaison (im Einführungsjahr 2003 vom 1. April bis zum 31. Oktober, seit 2004 jeweils vom 21. März bis 31. Oktober eines Kalenderjahres). Ausserhalb dieses Zeitraums dürfen Velos auch im ICN ohne Reservierung transportiert werden. Diese Regelung stellte damals eine Besonderheit dar, denn ansonsten konnten bis dahin in allen anderen Zügen der Schweiz (sofern der Velotransport prinzipiell angeboten wurde) Fahrräder ohne Stellplatzreservierung mitgenommen werden. Die Reservation für Fahrräder im ICN ist dabei nicht im Preis der Velokarte enthalten: Es muss zusätzlich ein Reservierungsentgelt von fünf Schweizer Franken entrichtet werden; diese Gebühr entspricht der Gebühr einer normalen Sitzplatzreservierung. Die Reservation kann bis spätestens 15 Minuten vor Abfahrt des gewünschten ICN-Zuges vorgenommen werden.
Trotz massiver Proteste der Fahrgäste (insbesondere in der Anfangszeit) gilt diese Regelung bis heute. Wird ein Fahrgast mit Velo ohne Reservierungsbeleg in einem ICN-Zug angetroffen, wird eine Strafgebühr in Höhe von zehn Schweizer Franken (Reservierungsentgelt zuzüglich Gebühr für den Verkauf im Zug) erhoben. Verkehrt eine RABDe-500-Garnitur jedoch als RegioExpress (RE), Interregio (IR) oder InterCity (IC) gilt die Reservierungspflicht für Velos nicht. Mittlerweile betrifft diese Reservierungsregelung jedoch nicht mehr exklusiv nur die ICN-Züge, denn der im Juni 2007 eingeführte Veloselbstverlad im TGV unterliegt ebenfalls einer Reservierungspflicht, selbst wenn der betreffende TGV nur im Schweizer Binnenverkehr benutzt wird.

### Reisende mit Rollstühlen
Reisende mit Rollstühlen und Rollatoren müssen mit einem Hublift einsteigen. In jedem Zweitklasswagen besteht ein Abteil mit hochklappbaren Sitzen. Im mittleren Wagen (1. Klasse), angrenzend an das Restaurant, gibt es ein rollstuhlgängiges WC.
Die SBB setzt mehr und mehr niederflurige Züge ein, die von Rollstuhlfahrern selbstständig benützt werden können. Die durch das Behinderten-Gleichstellungsgesetz motivierte BAV-Richtlinie „Mindestanteil autonom benutzbarer Züge des Fernverkehrs“ schreibt vor, dass ab 31. Dezember 2023 von jedem Bahnhof, der Fernverbindungen anbietet, mindestens jede Stunde in jede Richtung ein Fernverkehrszug mit niederflurigem und niveaugleichem Einstieg abfahren muss. Weil aufgrund der Streckenbeschaffenheit auf der Linie Basel – Delémont – Grenchen-Nord – Biel/Bienne (Jurabahn) nur mit ICN-Zügen der Fahrplan eingehalten werden kann, verkehrt das für behinderte Reisende ungeeignete Rollmaterial auf dieser Strecke mit einer Ausnahmegenehmigung.

### Weiteres
- Am 29. Juli 2001 kam es auf der Strecke St. Gallen – Genf zu einer Entgleisung des Zugs RABDe 500 019. Im Raum Winterthur war die Befestigung der Drehmomentstütze des Achsengetriebes am hinteren Drehgestell abgebrochen. Dadurch wurde die Kardanwelle demoliert, was kurz vor dem Bahnhof Zürich Oerlikon zur Entgleisung führte. Bei dieser Entgleisung waren keine ernsthaft Verletzten zu beklagen. Nach einem weiteren gleichartigen, jedoch frühzeitig entdeckten, Fall wurde die gesamte ICN-Flotte ab 13. August 2001 für eine Woche stillgelegt und sämtliche Schraubverbindungen der Drehgestelle kontrolliert.[17]

- Im Bahnhof Genf kam es am 23. Mai 2002 zu einem Brand im Speisewagen des Zugs 500 004, verursacht durch einen Kurzschluss. Der Schaden war so gross, dass der Speisewagen komplett neu aufgebaut werden musste.
- Vereinzelt werden auch Züge der Zuggattungen InterRegio (IR) und RegioExpress (RE) mit RABDe 500 gefahren.
- Die RABDe 500 besitzen keine ausländische Zulassung; als einziger nicht auf Schweizer Boden gelegener Bahnhof wird Konstanz angefahren.
- Im Vorspann der Sitcom The Big Bang Theory erscheint ein ICN.[18]